# سفين مولر (لاعب كرة قدم)
سفين مولر (بالألمانية: Sven Müller) هو لاعب كرة قدم ألماني، ولد في 16 فبراير 1996 في كولونيا في ألمانيا.  لعب مع نادي كارلسروه, والآن يلعب مع نادي دينامو دريسدن.

## وصلات خارجية
- سفين مولر (لاعب كرة قدم) على موقع قاعدة بيانات كرة القدم.إي يو (الإنجليزية)
- سفين مولر (لاعب كرة قدم) على موقع Soccerway.com (الإنجليزية)
- سفين مولر (لاعب كرة قدم) على موقع عالم كرة القدم.نت (الإنجليزية)
- سفين مولر (لاعب كرة قدم) على موقع AS.com (الإسبانية)